# Соленкова, Алла Георгиевна
Алла Георгиевна Соленкова (12 марта 1928, Миллерово — 24 марта 2005, Москва) — советская академическая певица (лирико-колоратурное сопрано), заслуженная артистка РСФСР (1968).

## Биография
Детство прошло в Подольске, где посещала музыкальный кружок Дома пионеров, затем училась в подольской музыкальной школе по классу скрипки.
После окончания Музыкального училища при Московской консерватории, поступила в Московскую консерваторию (класс Л. Н. Балановской). Окончила в 1954 году.
В 1954—1956 годах — солистка Мосэстрады. Лауреат 1-й премии на конкурсе Всемирного фестиваля молодёжи и студентов в Варшаве в 1955 году.
В 1956—1958 годах — солистка Большого театра. Среди оперных партий — Снегурочка, Марфа, Джильда и другие.
С 1958 года — солистка Московской филармонии, в сезоне 1961—1962 годов проходила стажировку в «Ла Скала». Репертуар певицы включал оперные арии, романсы, лирических эстрадные и русские народные песни, в концертах звучали произведения композиторов Грига, Мейербера, Векерлена, Массне, Тоста, Рахманинова, Черепнина, Дворжака, Ружицкого, Мурадели, Свиридова, Варламова, Рубинштейна.
Похоронена на подмосковном кладбище «Ракитки».